# Пенроуз, Валентина
Валентина Пенроуз, урожденная Валентина Буэ (фр. Valentine Boué, Valentine Penrose, 1 января 1898, Мон-де-Марсан, Франция — 7 августа 1978, Чиддингли, Восточный Суссекс, Англия) — французская писательница и художница-сюрреалистка.

## Биография
В 1925 году вышла замуж за британского художника, писателя, историка искусства Роланда Пенроуза, но официально их брак никогда не был зарегистрирован. Супруги входили в круг французских сюрреалистов, дружили с Элюаром, Эрнстом, Миро. В 1926 году стихи Валентины появились в журнале Les Cahiers du Sud. Вместе со многими своими друзьями-сюрреалистами она снялась в фильме Бунюэля и Дали «Золотой век».  
В середине 1930-х годов увлеклась индуизмом, вместе с женой Вольфганга Паалена Алисой жила в ашраме. Валентина и Роланд придерживались различных взглядов на традиции Индии, восточную мысль и философию, что привело к растущей дистанции между супругами. Они развелись в 1937 году. Валентина вернулась в Англию в 1939 году, вошла в круг английских сюрреалистов. 
Во время войны бывшие супруги вновь встретились в Лондоне, после чего Валентина прожила половину своей жизни с бывшим мужем и его второй женой Ли Миллер в их доме в Чиддингли, в Восточном Суссексе. В 1944 году Пенроуз пошла на службу во французскую армию, служила в Алжире. После войны делила жизнь между Великобританией и Францией.

## Творчество
Её исторический роман о Елизавете Батори (1962, переиздавался 1984, 2002, 2004, немецкий перевод 1965, английский перевод 1970) привлек внимание Жоржа Батая, отозвался в романе Хулио Кортасара «62. Модель для сборки», по его мотивам был снят фильм «Графиня Дракула» (1971) с Ингрид Питт в главной роли. «Кровавая графиня» также привлекла внимание Алехандры Писарник , которая в 1966 году использует историю Пенроуз для своей работы «Графиня крови».  